# La bella Otero (Paolo Rustichelli)
La bella Otero  è un album del pianista Paolo Rustichelli, all'epoca già noto come compositore di colonne sonore per gli sceneggiati televisivi. L'album vede la collaborazione di Ángela Molina e di Carlo Rustichelli, suo padre.

## Tracce
CD 1
1. Je Suis l'Amour - 1:14
2. Paesaggio Basco - 2:23
3. Bois De Boulogne - 1:14
4. Duello Gitano - 2:23
5. Seduzione - 1:14
6. Meriggio Spagnolo - 2:23
7. Rimorso - 1:14
8. Fox del Cinema Muto - 1:14
9. Promenade - 2:23
10. Tu....Otero - 1:14
11. Waltzer del Principe - 2:23

CD 2
1. Da Chez Maxim - 1:14
2. Strano Maniero - 2:23
3. Rasputin - 1:14